# Ollulanose
Die Ollulanose ist eine durch den Fadenwurm Ollulanus tricuspis ausgelöste Parasitose des Magens bei Katzen, Hunden, Füchsen und Schweinen.

## Ollulanose der Katzen
O. tricuspis ist weltweit verbreitet. Neuere Untersuchungen zeigen, dass der Parasit auch in Mitteleuropa deutlich stärker verbreitet ist als bislang angenommen. Bei streunenden Katzen wurde er bei bis 38 % der Tiere, bei Wohnungskatzen immerhin bei 3–6 % der Tiere festgestellt. Die krankheitsauslösende Wirkung von O. tricuspis scheint bei Hauskatzen nur gering zu sein. Oftmals einziges Symptom ist gelegentliches Erbrechen. Bei Wild- und Großkatzen treten dagegen oft schwerere Krankheitsbilder mit Erbrechen auf. Hier kommt es häufig auch zu Fressunlust, Abmagerung und Austrocknung.

## Ollulanose bei Hunden
Bei Hunden kommt eine Ollulanose relativ selten vor, verläuft häufig symptomlos und wird daher oft nur als Zufallsbefund bei Sektionen festgestellt. Gelegentlich kann der Parasit auch chronisches Erbrechen verursachen.

## Ollulanose des Schweines
Bei Schweinen verursachen die beiden Ollulanus-Arten gelegentlich Erbrechen und Abmagerung. Schwerer Befall führt zu einer Hyperplasie der Magendrüsen, so dass die Magenschleimhaut in Falten gelegt ist.

## Diagnose
Der Diagnose wird durch mikroskopische Untersuchung des Erbrochenen gestellt. Allerdings werden auf diese Weise nur etwa 70 % der Fälle nachgewiesen. Eine höhere diagnostische Sicherheit hat die Untersuchung der Spülflüssigkeit aus einer Magenspülung. Der Nachweis im Kot ist nur selten möglich, da die Larven nur in Ausnahmefällen mit dem Kot ausgeschieden werden.

## Behandlung
Die Behandlung kann mit Levamisol, Ivermectin oder Oxfendazol erfolgen, allerdings sind derzeit in Deutschland keine Präparate mit diesen Wirkstoffen für Hauskatzen zugelassen.